# Bashkaus Valles
Bashkaus Valles és una formació geològica de tipus vallis a la superfície de Mart, localitzada amb el sistema de coordenades planetocèntriques a -23.51 ° latitud N i 358.17 ° longitud E, que fa 246.93 km de diàmetre. El nom va ser aprovat per la UAI el 25 de juny de 2013 i fa referència a una característica d'albedo i que pren el nom del riu Bashkaus.